# Tuhaj Bej

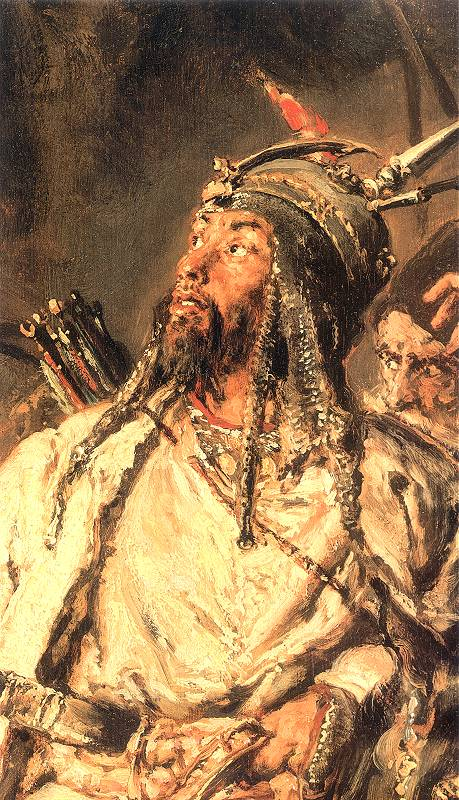
Tuhaj Bej auf dem Gemälde des polnischen Malers Jan Matejko: „Bogdan Chmielnicki und Tuhaj Bey bei Lemberg“ (Fragment)

Tuhaj Bej (krimtatarisch Toğay bey, polnisch Tuhaj-bej, ukrainisch Тугай-бей, russisch Тугай-бей Tugaj-bej, eigentlich Arğın Doğan Toğay Bej; † 30. Juni 1651) war ein bedeutsamer politisch-militärischer Führer der Krimtataren des 17. Jahrhunderts.

## Leben
Tuhaj stammte von der Arğın-Familie ab, einer der Adelssippen des Krimkhanats. Sein voller Name lautete Arğın Doğan Toğay Bej. Den Titel Bej erhielt er als Verwalter des Perekop Sandschaks, eine strategische Position des Krimkhanats, da die Landenge von Perekop zu seiner Verteidigung entscheidend war.
Er unterstützte den Chmelnyzkyj-Aufstand in der heutigen Ukraine gegen die polnische Herrschaft, indem er 1648 mit bis zu 20.000 Krimtataren militärisch an der Seite der Saporoger Kosaken gegen Polen-Litauen stand. Er nahm während des Kosakenaufstands an mehreren Schlachten teil. Er fiel in der Schlacht bei Beresteczko 1651.
Tuhaj Bej wurde im Roman Mit Feuer und Schwert des polnischen Schriftstellers Henryk Sienkiewicz verewigt.